# Каштан сотни лошадей

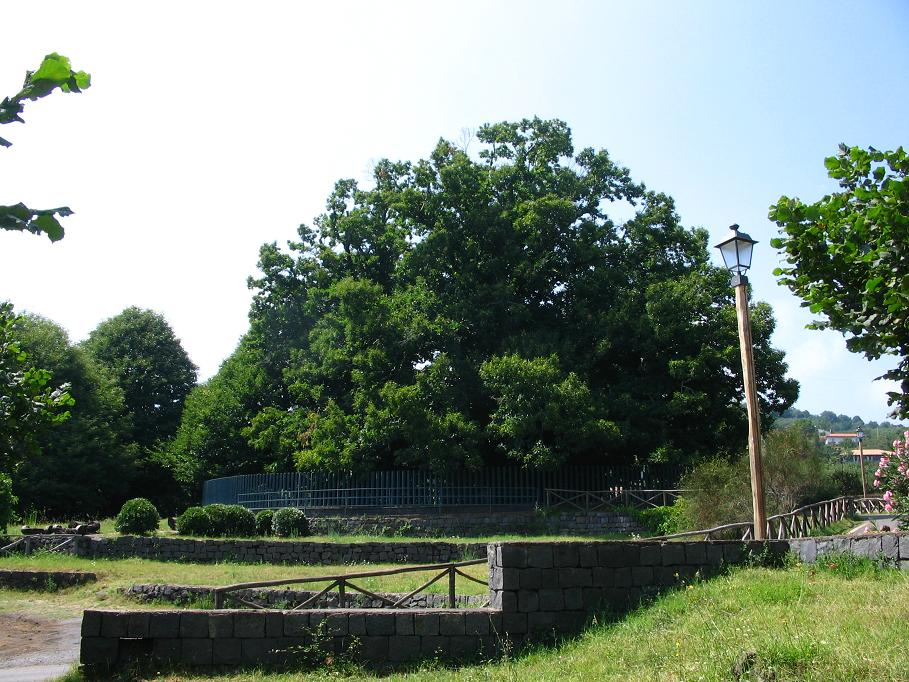
Каштан сотни лошадей

Кашта́н со́тни лошаде́й (итал. Castagno dei Cento Cavalli; сиц. Castagnu dê Centu Cavaddi) — старейшее и самое большое каштановое дерево в мире. Расположено в Италии, у дороги Лингуаглосса (Linguaglossa) в коммуне Сант-Альфио (Sant’Alfio) на восточном склоне Этны. Каштан находится в 8 км от кратера Этны. По различным оценкам, его возраст составляет от двух до четырёх тысяч лет. В Книге рекордов Гиннесса Каштан сотни лошадей упомянут как дерево со стволом наибольшего охвата. При измерении в 1780 году окружность ствола составляла 57,9 м. Над землёй каштан разделяется на несколько стволов, однако у них общий корень.

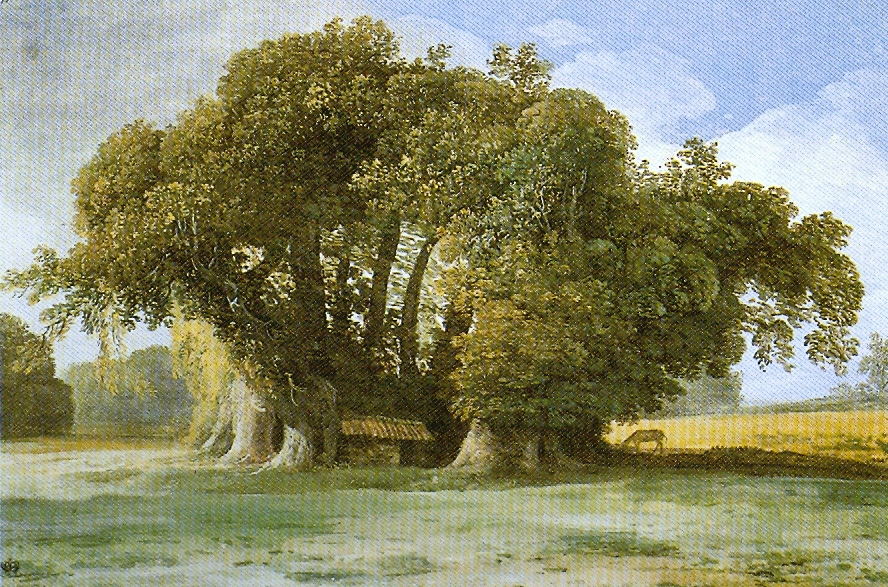
Жан-Пьер Юэль. Иллюстрация к книге Voyage pittoresque des Isles de Sicile, de Malte et de Lipari, 1782

Согласно легенде, Джованна I Арагонская (по другой версии Джованна I Неаполитанская) в сопровождении ста рыцарей попала в грозу по пути к Этне. Все путники тогда нашли убежище под этим деревом, которое стало называться Каштаном сотни лошадей. Каштан и легенда о королеве неоднократно упоминались в итальянских стихах и песнях, например, у Джузеппе Борелло и Джузеппе Виллароеля.